# Mecistocephalus kurandanus
Mecistocephalus kurandanus är en mångfotingart som beskrevs av Chamberlin 1920. Mecistocephalus kurandanus ingår i släktet Mecistocephalus och familjen storhuvudjordkrypare. Inga underarter finns listade i Catalogue of Life.